# 홉슨의 사위 고르기
《홉슨의 사위 고르기》(Hobson's Choice)는 영국에서 제작된 데이빗 린 감독의 1954년 코미디, 드라마, 멜로/로맨스 영화이다. Harold Brighouse의 연극 Hobson's Choice에 기반을 둔다. 찰스 로튼 등이 주연으로 출연하였고 데이비드 린 등이 제작에 참여하였다.

## 줄거리
헨리 호레이쇼 홉슨은 1880년 샐퍼드에서 중상급 부츠 가게(부츠, 신발, 나막신)를 운영하는 독재적인 주인이다. 홀아비인 홉슨은 세 명의 다 큰 딸(매기와 그녀보다 어리고 헌신적이지 않은 자매 앨리스와 비키)을 둔 지독한 구두쇠로 악명이 높다. 세 딸 모두 수년간 아버지 가게에서 무급으로 가사 노동과 일을 해왔다. 앨리스와 비키는 결혼을 간절히 원한다. 그들의 의도는 매기에게도 전염된다. 앨리스는 촉망받는 젊은 변호사 앨버트 프로서와 교제하고 있었고, 비키는 곡물 상인의 아들 프레디 빈스톡을 선호한다. 홉슨은 앨리스와 비키를 잃는 것에 반대하지 않지만 매기는 다른 문제이다. 그는 매기에게 그런 일에는 너무 늙었다고 말한다. "...서른이고 낡았어." 문레이커스 펍에서 술친구들에게 그녀를 비웃으면서 그는 그녀가 너무 유용해서 잃을 수 없다고 솔직히 인정한다.
모욕감을 느낀 매기는 소심한 남자가 그러한 열망이 전혀 없음에도 불구하고, 가게의 재능 있지만 저평가된 구두장이 윌리 모솝과 결혼하기로 결심한다. 윌리가 자신은 이미 하숙집 딸과 결혼하기로 강요받았다고 알리자, 매기는 곧바로 그 관계를 끝낸다. 윌리는 크게 안도한다. 매기는 아버지에게 자신의 의도를 밝히고 조건을 제시한다. 홉슨은 대신 윌리를 협박하여 허리띠로 "사랑을 때려내겠다"고 위협한다. 윌리는 매기에 대한 사랑은 없지만, 홉슨이 자신을 때리면 그녀에게 찰싹 달라붙을 것이라고 선언한다. 홉슨은 그를 두 번 때리고, 커플은 나간다.
매기는 매우 만족한 고객인 헵워스 부인에게 100파운드의 대출을 구한다. 헵워스 부인이 담보에 대해 묻자 매기는 윌리가 담보라고 말한다. 그는 랭커셔에서 최고의 구두장이이다. 현금을 손에 든 매기는 가게와 주거 공간으로 사용할 지하실을 찾아 가구를 비치하고, 윌리에게 도구와 재료를 사게 하고, 혼인 서약 낭독을 주선한다.
홉슨은 매기의 부재를 느낀다. 앨리스와 비키는 집이나 가게에서 밀린 일을 처리할 의지가 없거나 할 수 없다. 결혼 전날 밤, 홉슨은 문레이커스로 뛰쳐나가 술에 취한다. 비틀거리며 집에 오다가 그는 빈스톡 & 컴퍼니의 지하실로 이어지는 함정 문을 통해 넘어져 다음날 아침 잠에서 깨어난다. 프레디 빈스톡은 매기에게 서둘러 이 사실을 알린다... 매기는 아이디어를 얻는다. 홉슨이 잠에서 깨어나자 그는 무단 침입 및 손해 배상 소장을 받는다.
매기의 자매들은 약혼자들의 고집으로 마지못해 윌리와 매기의 결혼식에 참석한다. 결혼 축하 만찬은 지하실 가게/집에서 열린다. 홉슨은 어둠이 내린 후 자신의 법적 문제에 대해 매기의 조언을 구하기 위해 도착한다. 매기는 그를 프레디 빈스톡을 대리하는 앨버트 프로서와 협상하도록 유도한다. 홉슨은 마지못해 법정 밖에서 문제를 해결하기 위해 500파운드를 지불하는 데 동의한다. 그제야 그는 자신이 "속았다"는 것을 깨닫는다. 그 돈은 홉슨이 앨리스와 비키에게 제공하기를 거부했던 결혼 지참금을 대체할 것이다.
윌리는 결혼 첫날밤을 두려워했지만 모든 것이 잘 풀렸고 그는 새로운 남자로 거듭난다. 다음날 아침, 그들은 첫 판매를 했다: 구두끈 한 켤레에 1페니. 매기의 사업 감각과 윌리의 구두 제작 천재성이 결합하여 그들의 사업은 번창한다. 1년 안에 그들은 헵워스 부인의 대출금과 20%의 이자를 갚았을 뿐만 아니라 홉슨의 고품격 고객 거의 전부를 유혹하여 데려왔다. 매기의 가르침 아래, 온순하고 문맹이었던 윌리는 자신감 넘치는 사업가로 변모하고 있다.
새해 첫날, 홉슨은 환각에 시달린다. 맥팔레인 박사는 "만성 알코올 중독" 진단을 내린다. 매기는 윌리, 비키, 앨리스를 불러 누가 아버지를 돌보기 위해 집으로 돌아올지 결정한다. 비키와 앨리스는 둘 다 그렇게 하기를 단호히 거부한다. 대안이 없자 홉슨은 매기와 윌리를 예전 조건으로 돌려놓으려 하지만, 윌리는 50대 50 파트너십, 간판에 자신의 이름이 먼저 나오는 것, 그리고 홉슨이 무한책임사원으로 강등되는 것보다 적은 것은 받아들이지 않는다. 홉슨은 마지못해 수락한다.
윌리는 매기의 놋쇠 결혼반지를 금반지로 바꾸고 싶어 하지만, 매기는 그들의 소박한 시작을 상기시키기 위해 그것을 고집한다.

## 출연

### 주연
- 찰스 로튼
- 존 밀스
- 브렌다 드 밴지

### 조연
- 데프니 앤더슨
- 프루넬라 스케일즈
- 리처드 워티스
- 데릭 블롬필드
- 헬렌 헤이
- 조셉 토멜티
- 줄리앙 밋첼
- 깁 맥러플린
- 필립 스테인톤
- 도로시 고든
- 마지 브린들리
- 존 로리
- 레이몬드 헌틀리
- 허버트 C. 월턴

## 기타
- 원작자: 해롤드 브리하우스
- 협력프로듀서: 노만 스펜서
- 미술: 윌프레드 싱글레톤
- 의상: 존 암스트롱